# Amyema villiflora
Amyema villiflora är en tvåhjärtbladig växtart. Amyema villiflora ingår i släktet Amyema och familjen Loranthaceae.

## Underarter
Arten delas in i följande underarter:
- A. v. tomentella
- A. v. villiflora